# Монсидер, Звонимир
Звонимир Монсидер (хорв. Zvonimir Monsider; 8 января 1920, Загреб, КСХС — 16 марта 1997, Кристал Ривер, США) — хорватский и югославский футболист, игравший на позиции вратаря, и футбольный тренер.

## Клубная карьера
Звонимир Монсидер начинал карьеру футболиста, выступая за загребские клубы «Трговачки» и «Феррария». С 1939 года он играл за загребскую «Конкордию», с которой в 1942 году стал чемпионом Хорватии. После окончания Второй мировой войны Монсидер присоединился к новообразованному загребскому «Динамо», выиграв с ним в 1949 чемпионат Югославии. В 1948 году хорватский вратарь стал футболистом итальянского «Лацио», но осенью 1959 года был отдан в аренду итальянской «Падове», так как римский клуб собирался приобрести парагвайского нападающего Дионисио Арсе и не мог по правилам иметь в своём составе более трёх иностранцев. В 1950 Монсидер присоединился к римской «Хунгарии», состоящей из венгерских и югославских беженцев, в составе которой совершал турне по Колумбии в 1950 году. Затем он некоторое время играл за колумбийский клуб «Депортиво Самариос».

## Карьера в сборной
7 июня 1942 года Звонимир Монсидер дебютировал в составе сборной Хорватии, выйдя в основном составе в гостевом товарищеском матче со Словакией. Всего за Хорватию он провёл шесть матчей и пропустил четыре гола.
Монсидер также отыграл семь матчей за сборную Югославии и пропустил 13 мячей.

## Тренерская карьера
После завершения игровой карьеры Звонимир Монсидер окончил тренерские курсы и работал главным тренером каталонских команд «Сабадель», «Баракальдо» и «Террасса», выступавших в Сегунде, во второй половине 1950-х годов.

## Достижения

### В качестве игрока
«Конкордия»
- Чемпион Хорватии (1): 1942

 «Динамо Загреб»
- Чемпион Югославии (1): 1947/48